# 제어공학

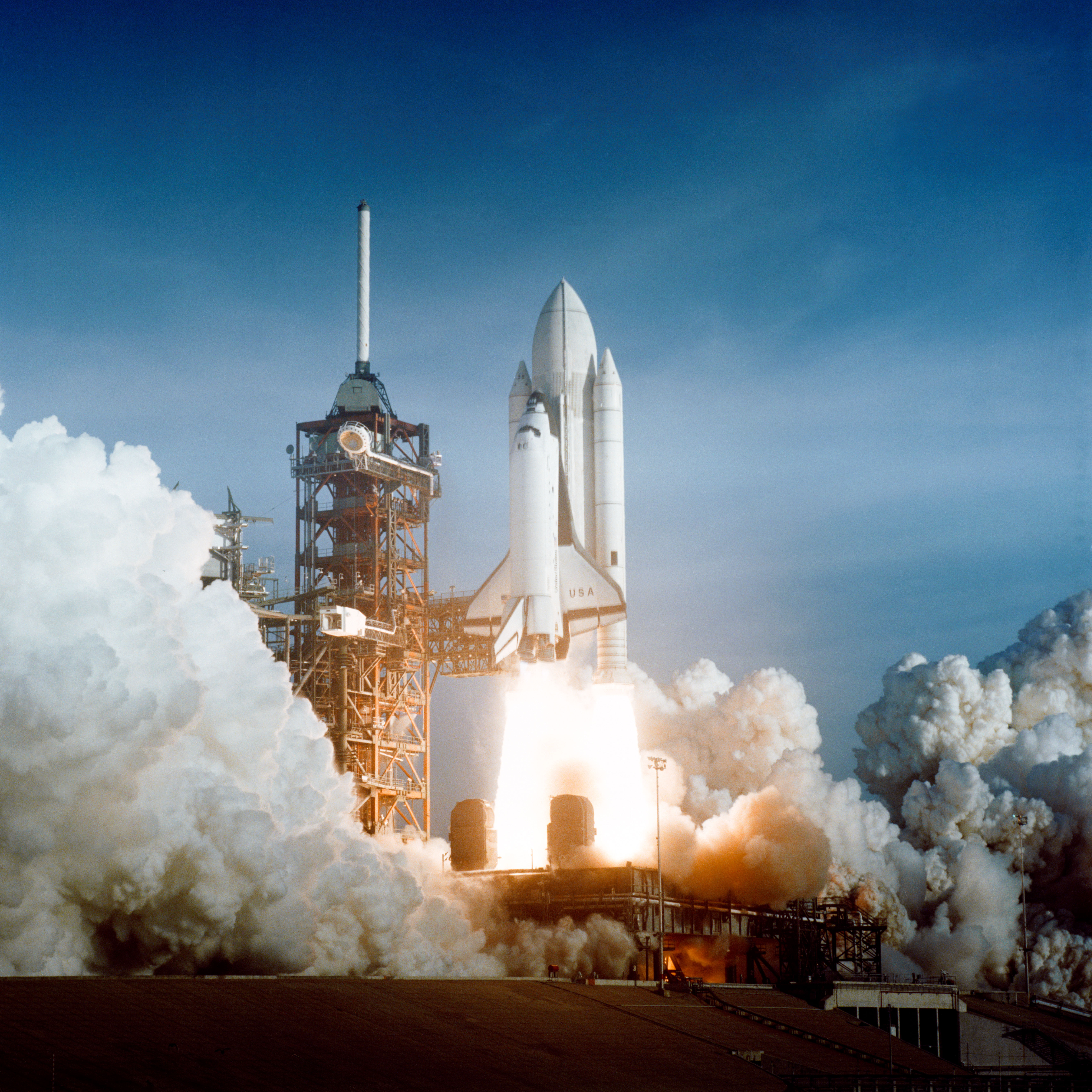
제어 시스템은 우주 비행에서 중요한 역할을 한다.

제어공학은 제어 시스템 공학 또는 일부 유럽 국가에서는 자동화 공학으로도 알려져 있으며, 제어 시스템을 다루는 공학 분야로, 제어 환경에서 원하는 동작을 하는 장비와 시스템을 설계하기 위해 제어이론을 적용한다. 제어 분야는 전기공학, 화학공학, 기계공학과 겹치며, 전 세계 여러 기관에서 보통 이들과 함께 교육된다.
이 분야에서는 센서와 감지기를 사용하여 제어되는 공정의 출력 성능을 측정한다. 이러한 측정값은 원하는 성능을 달성하는 데 도움이 되는 수정 피드백을 제공하는 데 사용된다. 사람의 입력 없이 작동하도록 설계된 시스템을 자동 제어 시스템(예: 자동차 속도 조절을 위한 크루즈 컨트롤)이라고 한다. 다학제적인 성격을 띠는 제어 시스템 공학 활동은 주로 다양한 시스템의 수학적 모델링에서 파생된 제어 시스템 구현에 중점을 둔다.

## 개요
현대의 제어공학은 기술 발전에 따라 20세기 동안 큰 주목을 받은 비교적 새로운 연구 분야이다. 이는 넓게 제어이론의 실질적인 응용으로 정의하거나 분류할 수 있다. 제어공학은 단순한 가정용 세탁기부터 고성능 전투기에 이르기까지 광범위한 제어 시스템에서 필수적인 역할을 한다. 이 분야는 수학적 모델링을 사용하여 입력, 출력 및 다양한 동작을 가진 여러 구성 요소의 관점에서 물리적 시스템을 이해하고, 제어 시스템 설계 도구를 사용하여 해당 시스템을 위한 컨트롤러를 개발하며, 사용 가능한 기술을 사용하여 물리적 시스템에 컨트롤러를 구현하려고 한다. 시스템은 기계적, 전기적, 유체, 화학적, 재무적 또는 생물학적일 수 있으며, 그 수학적 모델링, 분석 및 컨트롤러 설계는 설계 문제의 성격에 따라 시간 영역, 주파수 영역, 복소수-s 영역 중 하나 또는 여러 영역에서 제어이론을 사용한다.
제어공학은 다양한 동역학계(예: 기계적 시스템)의 수학적 모델링과 이러한 시스템이 원하는 방식으로 작동하도록 하는 컨트롤러 설계에 중점을 둔 공학 규율이다.:6 이러한 컨트롤러는 반드시 전기적일 필요는 없지만, 많은 경우가 전기적이기 때문에 제어공학은 종종 전기공학의 하위 분야로 간주된다.
전기 회로, 디지털 신호 처리 장치 및 마이크로컨트롤러는 모두 제어 시스템을 구현하는 데 사용될 수 있다. 제어공학은 상업용 여객기의 비행 및 추진 시스템부터 많은 현대 자동차에 있는 크루즈 컨트롤에 이르기까지 광범위한 응용 분야를 가지고 있다.
대부분의 경우, 제어 엔지니어는 제어 시스템을 설계할 때 피드백을 활용한다. 이는 종종 PID 제어기 시스템을 사용하여 달성된다. 예를 들어, 크루즈 컨트롤이 있는 자동차에서 차량의 속력은 지속적으로 모니터링되고 시스템에 다시 피드백되어 모터의 돌림힘을 그에 따라 조정한다. 정기적인 피드백이 있을 때, 제어이론은 시스템이 이러한 피드백에 어떻게 반응하는지 결정하는 데 사용될 수 있다. 사실상 모든 이러한 시스템에서 안정성은 중요하며 제어이론은 안정성이 달성되도록 도울 수 있다.
피드백은 제어공학의 중요한 측면이지만, 제어 엔지니어는 피드백 없이 시스템을 제어하는 작업도 수행할 수 있다. 이를 개방 루프 제어라고 한다. 개방 루프 제어의 고전적인 예는 센서를 사용하지 않고 미리 정해진 주기로 작동하는 세탁기이다.

## 역사

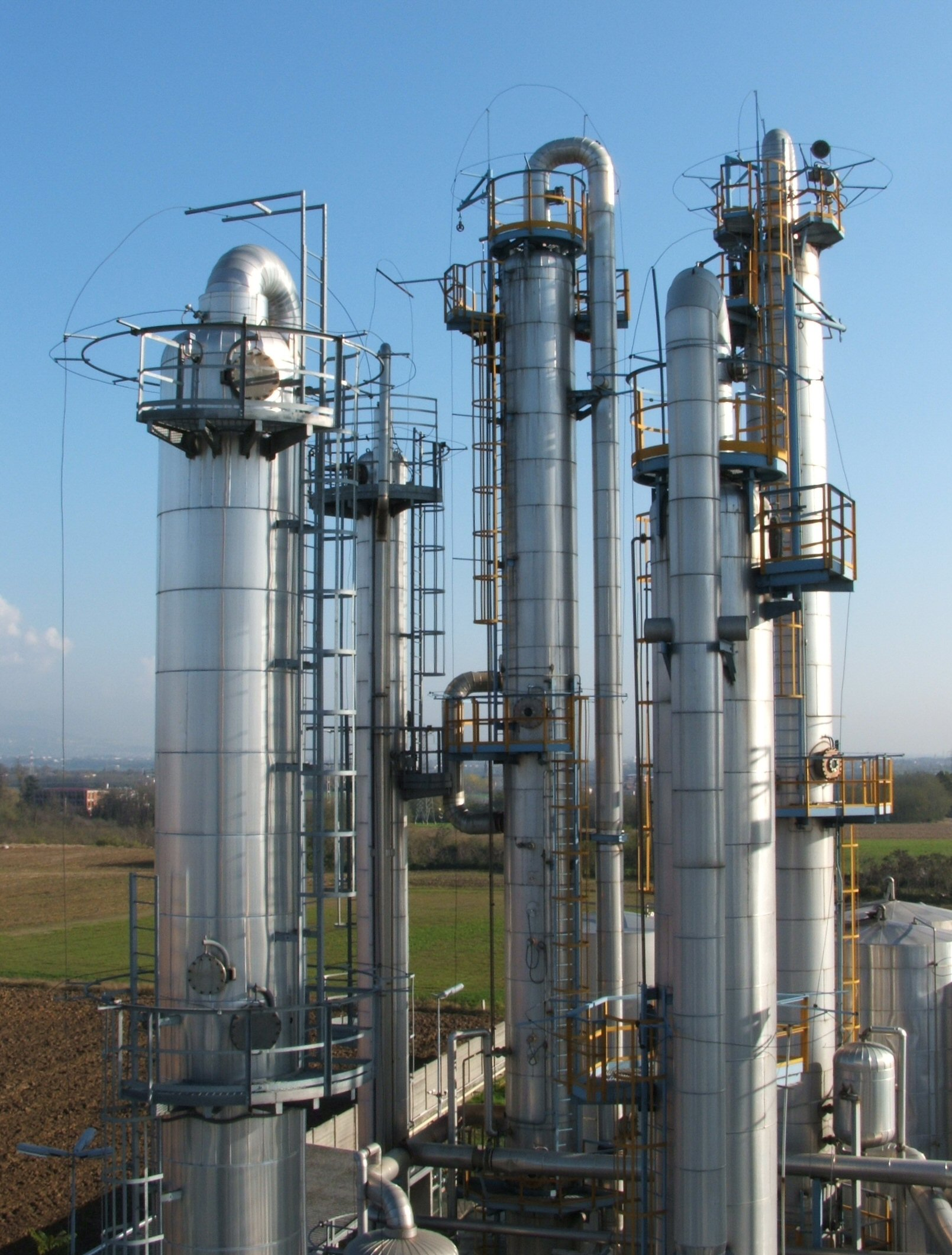
증류탑 제어는 더 어려운 응용 분야 중 하나이다.

자동 제어 시스템은 2천여 년 전에 처음 개발되었다. 기록상 최초의 피드백 제어 장치는 기원전 3세기경 이집트 알렉산드리아의 크테시비오스의 물시계로 여겨진다. 이 시계는 용기 내의 수위를 조절하여 물의 흐름을 제어함으로써 시간을 측정했다.

이것은 확실히 성공적인 장치였는데, 1258년 몽골군이 바그다드를 함락했을 때도 비슷한 디자인의 물시계가 바그다드에서 여전히 만들어지고 있었기 때문이다. 수세기에 걸쳐 다양한 자동 장치가 유용한 작업을 수행하거나 단순히 즐거움을 주기 위해 사용되었다. 후자에는 17세기와 18세기 유럽에서 인기를 끌었던 춤추는 인형들이 같은 작업을 반복해서 수행하는 자동 인형이 포함되는데, 이 자동 인형들은 개방 루프 제어의 예시이다. 피드백 또는 "폐쇄 루프" 자동 제어 장치 중 획기적인 것은 1620년경 드레벨에게 귀속된 용광로의 온도 조절기와 제임스 와트가 1788년 증기 엔진의 속도를 조절하는 데 사용한 원심 플라이볼 조속기가 있다.
1868년 그의 논문 "조속기에 대하여"에서 제임스 클러크 맥스웰은 제어 시스템을 설명하기 위한 미분 방정식을 사용하여 플라이볼 조속기에서 나타나는 불안정성을 설명할 수 있었다. 이것은 복잡한 현상을 이해하는 데 수학적 모델과 방법의 중요성과 유용성을 보여주었고, 수학적 제어 및 시스템 이론의 시작을 알렸다. 제어 이론의 요소들은 그 이전에 나타났지만, 맥스웰의 분석에서처럼 극적이고 설득력 있게 나타나지는 않았다.
제어이론은 다음 세기 동안 상당한 발전을 이루었다. 새로운 수학적 기법과 전자 및 컴퓨터 기술의 발전 덕분에 초기 플라이볼 조속기가 안정화할 수 있었던 것보다 훨씬 더 복잡한 동적 시스템을 제어할 수 있게 되었다. 새로운 수학적 기법에는 1950년대와 1960년대의 최적 제어 개발에 이어 1970년대와 1980년대의 확률적, 강인한, 적응형, 비선형 제어 방법의 발전이 포함된다. 제어 방법론의 응용은 우주 여행 및 통신 위성, 더 안전하고 효율적인 항공기, 더 깨끗한 자동차 엔진, 더 깨끗하고 효율적인 화학 공정을 가능하게 하는 데 기여했다.
독립적인 학문 분야로 등장하기 전에는 전기 회로를 제어이론 기법으로 쉽게 설명할 수 있었기 때문에 제어공학은 기계공학의 한 부분으로, 제어이론은 전기공학의 한 부분으로 연구되었다. 초기 제어 관계에서는 전류 출력이 전압 제어 입력으로 표현되었다. 그러나 전기 제어 시스템을 구현할 적절한 기술이 없었기 때문에 설계자들은 효율성이 떨어지고 반응이 느린 기계 시스템을 선택할 수밖에 없었다. 일부 수력 발전소에서 여전히 널리 사용되는 매우 효과적인 기계 컨트롤러는 조속기이다. 나중에는 현대 전력 전자공학 이전에 산업 응용을 위한 공정 제어 시스템이 기계 엔지니어에 의해 공압 및 유압 제어 장치를 사용하여 고안되었으며, 이 중 다수는 오늘날에도 여전히 사용되고 있다.

### 수학적 모델링
데이비드 퀸 메인, (1930–2024)은 모델 예측 제어 알고리즘(MPC)을 분석하기 위한 엄격한 수학적 방법의 초기 개발자 중 한 명이다. 이는 현재 수만 가지 응용 분야에서 사용되며, 수백 개의 공정 제어 생산자가 사용하는 고급 제어 기술의 핵심 부분이다. MPC의 주요 강점은 비선형성과 강한 제약 조건을 간단하고 직관적인 방식으로 처리할 수 있다는 점이다. 그의 연구는 아마도 정확하고, 경험적으로 설명 가능하며, 실질적으로 중요한 목표를 달성하는 제어 시스템 설계를 산출하는 알고리즘 클래스의 기반이 된다.

## 제어 시스템
정보 · 통신 용어로 제어 시스템 또는 컨트롤 시스템(control system)은 컨트롤 루프(control loop)를 사용하는 시스템 또는 기타 장치의 동작을 관리하는 시스템이다. 즉, 컴퓨터를 활용해 공정이나 작업을 감시하고 제어하여 결과나 값을 얻는 시스템이다. 피드포워드(feedforward)와 피드백이 있다.
가정 내 보일러를 통제하는 온도조절기가 장착된 가정 난방 컨트롤러에서부터 건물의 온도 및 습도 조절, 자동차와 항공기, 우주선 등 기계나 프로세스를 통제하기 위해 사용되는 대형 산업 통제 시스템에 이르기까지 종류는 다양하다.
순차 및 복합 로직의 경우, 프로그래머블 로직 컨트롤러와 같은 소프트웨어 로직이 사용된다.

## 제어이론
제어이론(영어: control theory)이란 전자공학 및 수학이 복합된 학문의 한 분야로서, 동적 시스템의 거동을 다루는 이론이다. 실제로 자동제어는 전자공학 교과과정에서 중요한 부분을 차지하는 과목이다. 제어이론은, 주어진 시스템에 대하여 그 입력을 조절함으로써 그 출력을 원하는 대로 조절하는 제어기(controller)를 만드는 데에 적용된다. 기계공학, 전기 및 전자공학, 화학공학 등 여러 공학 학문에서 두루 쓰여 왔으며, 최근에는 자연 과학, 금융 분야 등 공학이 아닌 학문에서도 많이 이용되고 있다. 심지어 심리학, 사회학, 범죄학 등 사회 과학 분야에서도 이용된다.
제어이론을 설명할 때 예로서 많이 인용되는 것이 자동차의 속도 조절기(cruise control)이다. 속도 조절기는 자동차의 속도를 운전자가 원하는 일정한 속도로 유지하는 장치이다. 이 경우 "시스템"에 해당하는 것이 자동차이며, "시스템의 출력"에 해당하는 것이 "자동차의 속도"이다. 또한 "시스템의 입력"에 해당하는 것은 "자동차의 엔진 스로틀(throttle)의 위치"가 된다. 엔진 스로틀의 위치를 조절함으로써 엔진에 유입되는 공기의 양을 조절하게 되고, 이는 간접적으로 엔진의 토크를 조절하게 되며, 이로써 자동차의 속도를 원하는 상태로 유지할 수 있게 되는 것이다.

## 교육
전 세계의 많은 대학에서 제어공학 과정은 주로 전기공학과 기계공학에서 가르쳐지지만, 일부 과정은 기전공학 및 항공우주공학에서 가르쳐질 수 있다. 다른 대학에서는 오늘날 대부분의 제어 기술이 컴퓨터를 통해, 종종 임베디드 시스템으로(자동차 분야처럼) 구현되기 때문에 제어공학이 컴퓨터 과학과 연결된다. 화학공학 내의 제어 분야는 종종 공정 제어로 알려져 있다. 이는 주로 공장의 화학 공정에서 변수 제어를 다룬다. 이는 모든 화학 공학 프로그램의 학부 커리큘럼의 일부로 가르쳐지며, 제어공학의 많은 동일한 원리를 사용한다. 다른 공학 분야도 적절한 모델을 도출할 수 있는 모든 시스템에 적용될 수 있으므로 제어공학과 겹친다. 그러나 전문 제어공학 학과도 존재한다. 예를 들어, 이탈리아에는 제어공학에 완전히 특화된 자동화 및 로봇공학 석사 과정이 여러 개 있으며, 셰필드 대학교의 자동 제어 및 시스템 공학 학과 또는 미국 해군사관학교의 로봇 및 제어공학 학과 및 이스탄불 기술 대학교의 제어 및 자동화 공학 학과가 있다.
제어공학은 과학, 재정 관리, 심지어 인간 행동에 이르기까지 다양한 응용 분야를 가지고 있다. 제어공학 학생들은 초등 수학과 라플라스 변환에 대한 철저한 배경 지식을 요구하는 시간 및 복소수-s 영역을 다루는 선형 제어 시스템 과정, 즉 고전 제어 이론으로 시작할 수 있다. 선형 제어에서는 학생이 주파수 및 시간 영역 분석을 수행한다. 디지털 제어 및 비선형 제어 과정은 각각 Z변환 및 대수학을 요구하며, 기본 제어 교육을 완성한다고 할 수 있다.

## 경력
제어 엔지니어의 경력은 학사 학위로 시작하여 대학 과정을 통해 계속될 수 있다. 제어 엔지니어 학위는 일반적으로 전기 또는 기계 공학 학위와 짝을 이루지만, 화학 공학 학위와도 짝을 이룰 수 있다. Control Engineering 설문조사에 따르면, 응답자의 대부분은 경력의 다양한 형태에서 제어 엔지니어였다.
"제어 엔지니어"로 분류되는 직업은 많지 않으며, 대부분은 제어공학이라는 상위 직업과 유사한 특정 직업이다. 2019년 설문조사에 참여한 제어 엔지니어의 대다수는 시스템 또는 제품 설계자이거나 제어 또는 계측 엔지니어였다. 대부분의 직무는 공정 공학 또는 생산 또는 유지 보수와 관련되어 있으며, 제어 공학의 다양한 변형이다.
이 때문에 항공우주 회사, 제조 회사, 자동차 회사, 전력 회사, 화학 회사, 석유 회사 및 정부 기관에서 많은 취업 기회가 있다. 제어 엔지니어를 고용하는 곳으로는 Rockwell Automation, NASA, Ford, Phillips 66, 이스트만, Goodrich와 같은 회사들이 있다. 제어 엔지니어는 Lockheed Martin Corp.에서 연간 6만 6천 달러를 벌 수 있다. General Motors Corporation에서는 연간 9만 6천 달러까지 벌 수 있다. 주로 정유공장 및 특수 화학 공장에서 근무하는 공정 제어 엔지니어는 연간 9만 달러 이상을 벌 수 있다.
인도에서는 제어 시스템 공학이 디플로마, 학부 및 대학원 과정으로 다양한 수준에서 제공된다. 이러한 프로그램은 지원자가 중등 교육에서 물리, 화학 및 수학을 선택했거나 대학원 학업을 위한 관련 학사 학위를 가지고 있어야 한다.

## 최근 발전
원래 제어공학은 연속 시스템에 관한 것이었다. 컴퓨터 제어 도구의 개발은 컴퓨터 기반 디지털 컨트롤러와 물리적 시스템 간의 통신이 컴퓨터 시계에 의해 제어되기 때문에 이산 제어 시스템 공학의 필요성을 제기했다. 이산 영역에서 라플라스 변환에 해당하는 것은 Z변환이다. 오늘날 많은 제어 시스템은 컴퓨터 제어이며, 디지털 및 아날로그 구성 요소를 모두 포함한다.
따라서 설계 단계에서는 다음 중 하나를 수행한다:
- 디지털 구성 요소를 연속 영역으로 매핑하고 설계는 연속 영역에서 수행하거나,
- 아날로그 구성 요소를 이산 영역으로 매핑하고 설계는 그곳에서 수행한다.

이 두 가지 방법 중 첫 번째 방법이 실제로 더 흔하게 사용되는데, 많은 산업 시스템에 기계, 유체, 생물학 및 아날로그 전기 구성 요소를 포함한 여러 연속 시스템 구성 요소와 소수의 디지털 컨트롤러가 있기 때문이다.
유사하게, 설계 기술은 종이와 자를 사용하는 수동 설계에서 컴퓨터 지원 설계로 발전했으며, 현재는 진화 연산을 통해 가능해진 컴퓨터 자동 설계 또는 CAD로 발전했다. CAD는 미리 정의된 제어 체계를 조정하는 데뿐만 아니라 컨트롤러 구조 최적화, 시스템 식별 및 특정 제어 체계와 무관하게 순전히 성능 요구 사항에 기반한 새로운 제어 시스템 발명에도 적용될 수 있다.
탄력적 제어 시스템은 계획된 교란만 다루던 기존의 초점을 확장하여 여러 유형의 예상치 못한 교란을 다루는 프레임워크를 시도한다. 특히 악의적인 행위자, 비정상적인 고장 모드, 바람직하지 않은 인간 행동 등에 대응하여 제어 시스템의 동작을 적응시키고 변환하는 데 중점을 둔다.

## 같이 보기
- 칼만 필터
- 리야프노프 방정식
- PID 제어
- 적응 제어
- 비선형 제어이론